# Euselasia hypophaea
Euselasia hypophaea is een vlindersoort uit de familie van de prachtvlinders (Riodinidae), onderfamilie Euselasiinae.
Euselasia hypophaea werd in 1878 beschreven door Godman & Salvin.